# Norman McCabe
Norman McCabe (Newcastle upon Tyne, 10 de fevereiro de 1911 - Los Angeles, 17 de janeiro de 2006) foi um animador anglo-americano que teve uma longa carreira que durou até os anos 1990. 

## Início de carreira
McCabe nasceu na Inglaterra e cresceu nos Estados Unidos. Em meados da década de 1930, ele se juntou à Leon Schlesinger Productions (que produziu desenhos animados para a Warner Bros.) como animador na unidade de Frank Tashlin. Ele se mudou para a unidade de Bob Clampett em 1938, onde animava e / ou co-dirigia vários clássicos Looney Tunes em preto e branco. Quando Tex Avery deixou Schlesinger em 1941, Clampett assumiu a unidade de Avery e McCabe assumiu a antiga unidade de Clampett. Em 1943, McCabe foi convocado para o Exército e foi designado para a Unidade de Filmes de Treinamento do Exército Aéreo (Tashlin assumiu a unidade de McCabe após o último desenho animado de McCabe). Em seu último desenho animado da Warner antes de partir (um desenho em preto e branco da era da Segunda Guerra Mundial chamado Tokio Jokio ), ele foi anunciado como "Cpl. Norman McCabe".
Ele atuou na First Motion Picture Unit, com sede no Hal Roach Studios. Seu comandante era o major Rudolf Ising.

## Segunda Guerra Mundial
Após a guerra, McCabe trabalhou em ilustrações comerciais para obras como os registros do livro de histórias infantis Bozo the Clown e filmes educacionais. 
Ele voltou à animação em 1963, juntando-se à DePatie-Freleng, onde trabalhou nos títulos do longa-metragem The Pink Panther. McCabe fez animação no DePatie-Freleng, trabalhando em desenhos animados da Pantera Cor-de-Rosa e também na Warner Bros. Ele também dirigiu feitos para desenhos animados na TV em DePatie-Freleng. Durante esse tempo, ele era geralmente creditado como 'Norm Mccabe' 
McCabe mudou-se para o estúdio de animação Filmation em 1967, trabalhando em várias séries de desenhos animados no sábado de manhã . Ele retornou à animação teatral com o longa-metragem de animação adulto Fritz the Cat em 1972, antes de retornar a DePatie-Freleng, onde animava até o final da década de 1970. Uma piada no estúdio tinha o nome de um vilão no The Houndcats como sendo "McCabe". 
Na década de 1980, McCabe retornou à Warner Bros., onde trabalhou em novas animações para as antologias de filmes em quadrinhos da Warner. Ele também treinou uma nova geração de animadores no trabalho com os clássicos personagens de desenho animado da Warner. Seu último trabalho foi como cronômetro no programa Tazmania e Animaniacs. 

## Morte
McCabe morreu em janeiro de 2006, aos 94 anos, sendo o último diretor sobrevivente da era de ouro da Warner Bros. Cartoons. 

## Legado
Embora o trabalho de McCabe tenha sido esquecido em grande parte porque ele nunca fez desenhos em cores durante a era de ouro dos desenhos da Warner Bros. Cartoons, como The Ducktators, Confusions of a Nutzy Spy e Tokio Jokio), ele ganhou reconhecimento e elogios daqueles do ramo de animação.